# Les Pas du tigre
Pour plus de détails, voir Fiche technique et Distribution.
Les Pas du tigre (A Tiger Walks) est un film dramatique américain de Norman Tokar sorti en 1964. Le film est une adaptation du roman homonyme d'Ian Niall (en) publié en 1961.

## Synopsis
Un tigre du Bengale nommé Raja et maltraité s'échappe d'un cirque itinérant et se cache dans les bois bordant la petite ville de Scotia. Cette arrivée provoque une panique et les citadins veulent tous tuer Raja sauf Julie Williams, la fille du shérif. Julie souhaite capturer Raja et le placer dans un zoo. Elle entame une campagne nationale pour récolter assez d'argent pour acheter le tigre à son cirque. Mais, Julie, son père et le dresseur indien du tigre doivent d'abord retrouver Raja et ce avant la Garde nationale qui a pour ordre de tirer à vue sur le tigre.

## Fiche technique
- Titre original : A Tiger Walks
- Titre français : Les Pas du tigre
- Réalisation : Norman Tokar assisté de John C. Chulay
- Scénario : Lowell S. Hawley d'après Ian Niall (en)
- Photographie : William E. Snyder
- Montage : Grant K. Smith
- Direction artistique : Carroll Clark, Marvin Aubrey Davis
- Décors : Emile Kuri, Frank R. McKelvy
- Costumes : Chuck Keehne, Gertrude Casey
- Maquillage : Pat McNalley
- Coiffure: La Rue Matheron
- Musique : Buddy Baker
  - Orchestration : Bob Brunner
  - Montage : Evelyn Kennedy
- Technicien du son : Robert O. Cook
- Producteur : Bill Anderson, Ron W. Miller (associé)
- Société de production : Walt Disney Productions
- Société de distribution : Buena Vista Distribution Company
- Pays d'origine : États-Unis
- Format : Couleurs - 1,75:1 - Mono - 35 mm
- Durée : 91 minutes
- Date de sortie : 12 mars 1964

Sauf mention contraire, les informations proviennent des sources concordantes suivantes : Leonard Maltin, John West et IMDb

## Distribution
- Brian Keith : Sheriff Pete Williams
- Vera Miles : Dorothy Williams
- Pamela Franklin : Julie Williams
- Sabu : Ram Singh
- Kevin Corcoran : Tom Hadley
- Peter Brown (en) : Vern Goodman
- Edward Andrews : Governor
- Una Merkel : Mrs. Watkins
- Arthur Hunnicutt : Frank Lewis
- Connie Gilchrist : Liddy Lewis
- Theo Marcuse : Josef Pietz
- Merry Anders : Betty Collins
- Frank McHugh : Bill Watkins
- Doodles Weaver : Bob Evans
- Frank Aletter (en) : Joe Riley
- Jack Albertson : Sam Grant
- Donald May : Captain Anderson
- Robert Shayne : Governor's Adviser
- Harold Peary : Uncle Harry
- Michael Fox : Television Interviewer
- Tol Avery : Joe
- Richard O'Brien
- Charles Wagenheim : Crieur de nouvelles
- Jackie Searl : Shérif-adjoint
- Jon Lormer : M. Wilson

Source : Leonard Maltin, Dave Smith, John West et IMDb

## Sorties cinéma
Sauf mention contraire, les informations suivantes sont issues de l'Internet Movie Database.
- États-Unis : 12 mars 1964
- Japon : 12 février 1966
- France : 8 juin 1966
- Mexique : 27 octobre 1966
- Uruguay : 2 février 1967

## Origine et production
Le film est dirigé Norman Tokar dont c'est la troisième participation chez Disney et semble inspiré par les films des années 1930-1940 de Frank Capra. Le film s'attache à combattre la politique et à éprouver de la compassion pour les animaux qui retrouvent l'état sauvage. Le scénario initial trop sombre a été revu par Lowell S. Hawley dès la troisième ou quatrième réunion de développement afin d'être plus proche de l'image du studio Disney. Cette nouvelle version développe les origines du héros, le shérif Williams, ce qui est bon selon John West mais ajoute par exemple la campagne "Sauvez le tigre" qui donne au film un côté surréaliste peu crédible.
En dehors de son scénario, le film doit beaucoup à sa distribution qui compte des acteurs sous contrat avec Disney comme Brian Keith dans le rôle du shérif, sa femme Vera Miles mais aussi de jeunes acteurs dont la britannique Pamela Franklin dans le rôle de Julie qui recevra un oscar quelques années plus tard pour Les Belles Années de miss Brodie (1969). C'est le second film de Pamela Franklin chez Disney après un rôle féminin similaire dans le téléfilm L'Affaire du cheval sans tête. Il faut aussi noter le dernier rôle de Sabu Dastagir dans le rôle du dresseur, Doddles Weaver (en) en reporter ambitieux, Una Merkel en propriétaire de motel. C'est le dernier rôle dans la carrière de Sabu.
Le tournage s'est effectué aux Studios Disney de Burbank et dans les plateaux fermés pour les scènes de brouillard. Durant le tournage, un des tigres dressés a réussi à sauter par-dessus la vitre en plastique protégeant l'équipe mais les dresseurs ont repris le contrôle de l'animal.

## Sortie et accueil
Le film n'a pas été un succès lors de sa sortie au cinéma ce qui explique peut-être sa diffusion rapide à la télévision. Les critiques n'ont pas accueilli le film avec beaucoup de curiosité et la plupart l'a trouvé peu fascinant surtout à cause de sa morale. Robert Salmaggi du Herald Tribune écrit que le film est « un cas enjoué de tempête dans un verre d'eau. » Bosley Crowther du New York Times y voit un film « trop axé vers les zoophiles plus particulièrement ceux de la jeune génération plus passionnée que critique. » Variety note que ce film distribué par « Buena Vista ne parvient pas à réjouir le public adulte parce que le nœud comique et la gravité dramatique du film est trop synthétique et enfantine mais les enfants devraient apprécier. »
Le film a été diffusé à la télévision dans l'émission Walt Disney's Wonderful World of Color  sur NBC en deux épisodes, le 20 mars et 27 mars 1966. Le film a édité en vidéo en 1986.

## Analyse
Pour Leonard Maltin, ce film des studios Disney est très étrange, ce n'est pas le seul mais il fait un portrait très mauvais de la vie américaine dans une petite ville. Il présente des politiciens véreux, des personnes cupide et avide qui prennent les avantages d'une situation pour leurs gains personnels. Le film présente aussi de nombreux clichés comme le doublement du prix des chambres pour les touristes par le propriétaire du motel, le reporter local qui souhaite profiter de ce fait divers pour sa gloire, le refus des envoyés spéciaux de cacher la nouvelle pour éviter la panique, la méconnaissance des forces de l'ordre venues en renfort et se précipitant dans la forêt embrumée. Finalement, Maltin est étonné que le studio est produit un film aussi caustique.
Pour Dave Smith le point principal du film est sa distribution. Son thème sérieux et le regard peu flatteur jeté sur la vie d'une petite ville sont pour Smith les principales causes du faible succès du film.
John West synthétise son analyse du film par « bon mais pas convaincant » mais développe en reprenant les propos de Maltin. Pour West il est surprenant en raison de son profond pessimisme que le scénario ait été produit par le studio Disney.